# Oryctina badilloi
Oryctina badilloi là một loài thực vật có hoa trong họ Loranthaceae. Loài này được (G.Ferrari) Kuijt mô tả khoa học đầu tiên năm 1991.